# Хаммамет
Хаммамет (араб. الحمامات) — місто та популярний курорт в Тунісі. Входить до складу вілаєту Набуль. Станом на 2004 рік тут проживало 63 116 осіб.